# Enchophora tuba
Enchophora tuba är en insektsart som först beskrevs av Ernst Friedrich Germar 1830.  Enchophora tuba ingår i släktet Enchophora och familjen lyktstritar. Inga underarter finns listade i Catalogue of Life.